# Пустельна кобра
Пустельна кобра (Walterinnesia) — рід отруйних змій родини аспідові. Має 2 види.

## Опис
Загальна довжина представників цього роду коливається від 90 см до 1,2 м. Голова витягнута, загострена з великими щитками. Ніс широкий й плаский. Тулуб кремезний та масивний. Луска без кілів або вони майже не розвинені. Забарвлення чорне або темно—сіре.

## Спосіб життя
Полюбляють пустелі та напівпустелі. Значний час проводять під землею. У зв'язку з цим зір погано розвинений, ці змії більші покладаються на свій нюх. Активні вночі та у сутінках. Живляться ящірками, земноводними, птахами, гризунами, іноді зміями.
Кусаються лише задля оборони та при полюванні.
Це яйцекладні змії.

## Розповсюдження
Мешкають у Єгипті, Ізраїлі, Йорданії, Саудівській Аравії, Лівані, Туреччині, Ірані, Іраку, Кувейті, Об'єднаних Арабських Еміратах.

## Види
- Walterinnesia aegyptia
- Walterinnesia morgani